# Rewolwer Arminius HW-357
Arminius HW-357 – niemiecki rewolwer. Produkowany w dwóch wersjach:
- HW-357 Hunter – myśliwskiej z celownikiem stałym (niemieckie prawo łowieckie zaleca dobijanie zwierzyny z broni krótkiej).
- HW-357T (Target) – sportowej z celownikiem nastawnym.

Obie wersje produkowane są w odmianach różniących się długością lufy.